# Frontera entre Malasia y Tailandia

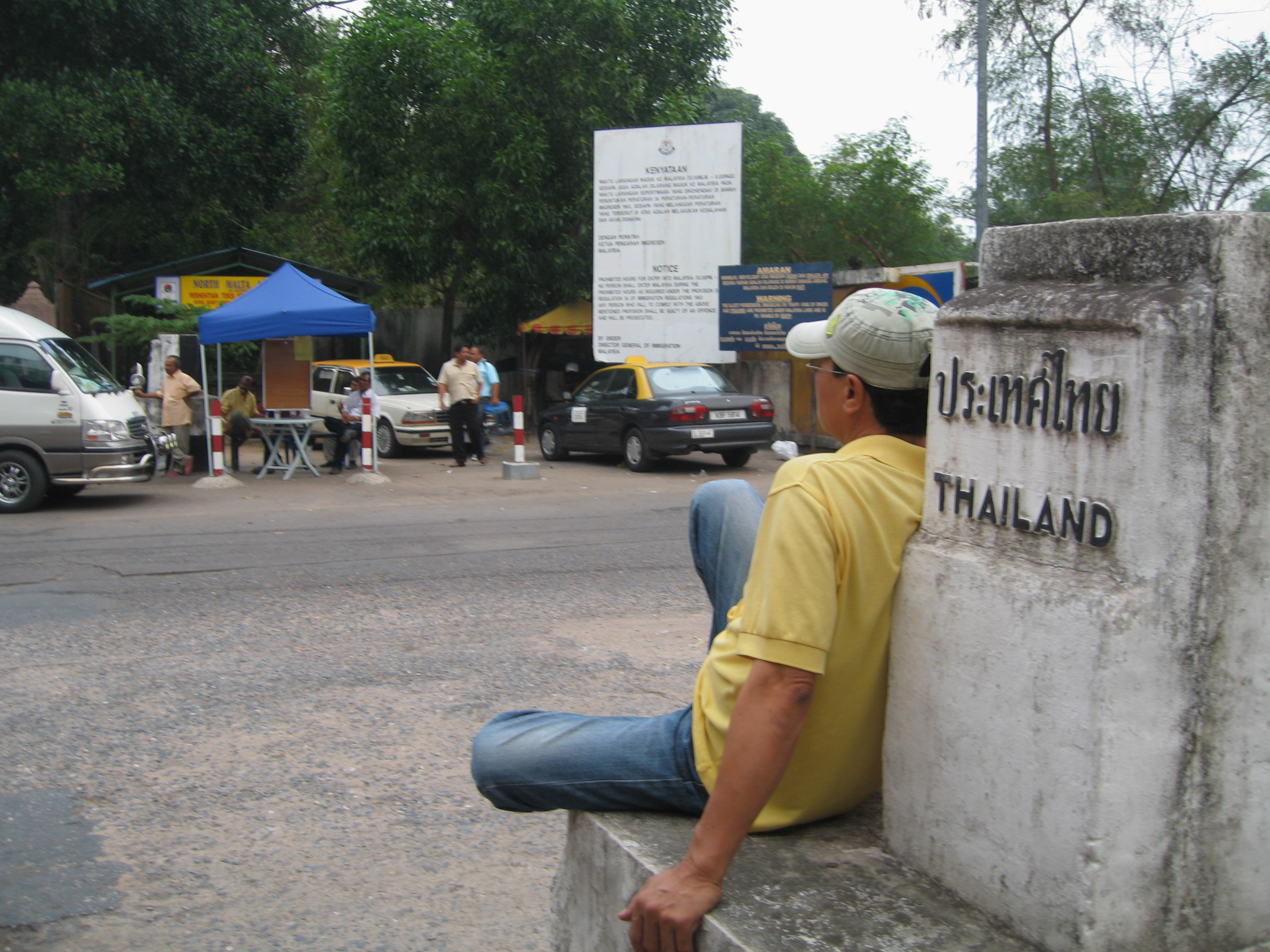
Hito Fronterizo entre Tailandia y Malasia, visto desde Tailandia

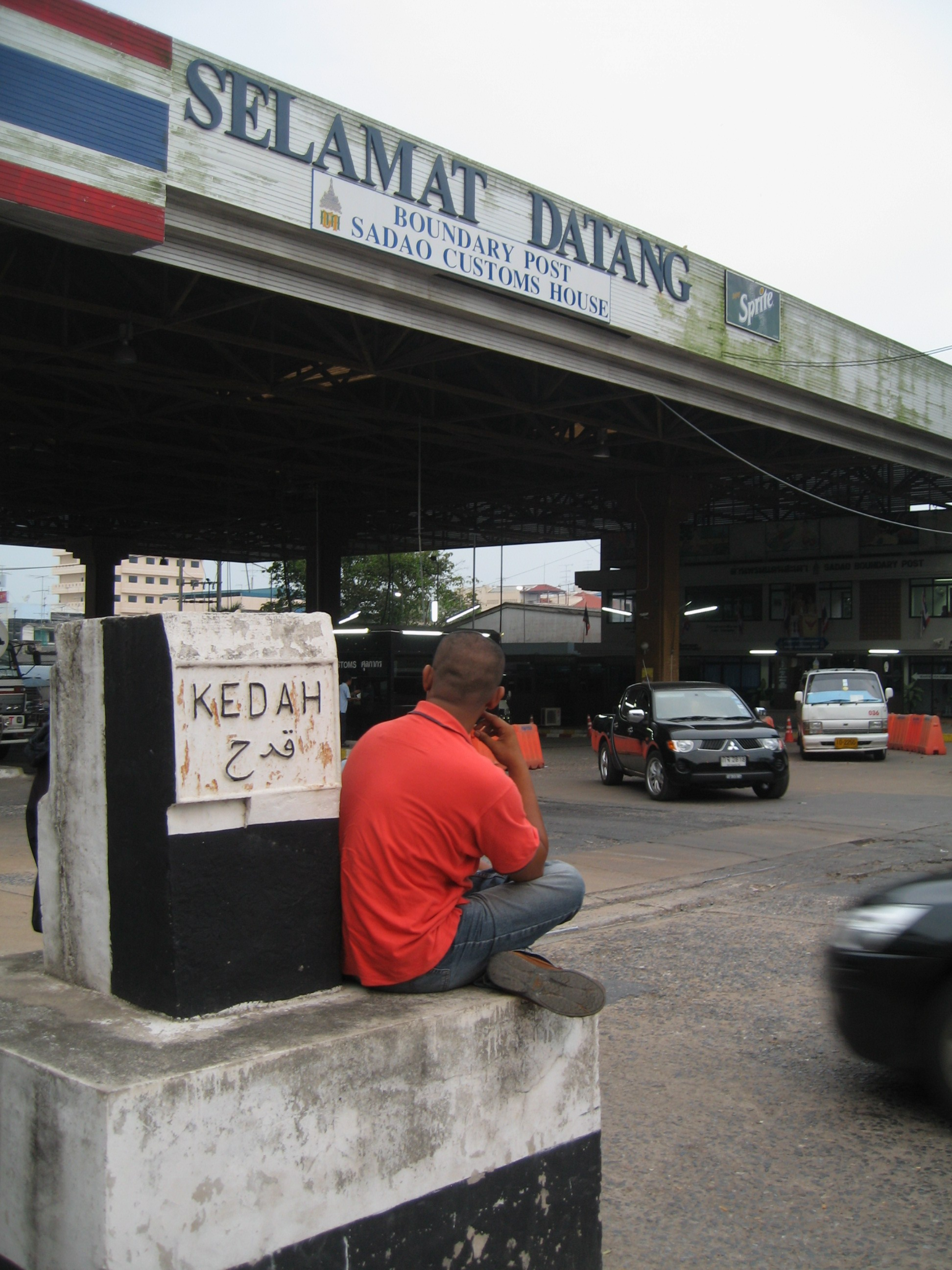
Hito Fronterizo entre Malasia y Tailandia, visto desde el lado malasio.

La frontera entre Tailandia y Malasia es una frontera internacional de apenas 95 km de extensión que separa el territorio continental de los estados asiáticos de Tailandia y Malasia.
Esta frontera tiene la particularidad de que ninguno de los países a los que separa existía técnicamente cuando fue trazada, ya que se firmó con un tratado entre el Reino de Siam (antecesor de Tailandia) y el Reino Unido, que ocupaba el territorio actual de Malasia.
Esta zona fronteriza ha sido desde el fin de la Segunda Guerra Mundial un foco de insurgencias comunistas. La última ha sido la insurgencia en Tailandia existente desde 2004.